# 北京地铁10号线
北京地铁10号线起于中国北京市海淀区巴沟站，沿三环路至四环路间而建的环线，是北京地铁的一条地铁线路，全长57.1千米，设有45座车站，2008年7月19日投入运营，是目前北京地铁系统中最繁忙的线路。线路标识色为 Pantone 313C 。
线路分两期建设，一期为北段和东段，由巴沟站至劲松站，于2008年7月开通，直接服务于2008年北京奥运会；二期为南段和西段，其中大部分于2012年年底开通；而西南角首经贸站至西局站之间的两站三区间受丰台火车站更改规划的影响，工期延后，于2013年5月5日开通，至此10号线成为一条完整的环线，且为當時世界上最长的地铁环线，直到10年後被長達70公里的莫斯科地铁大環線所打破。

北京地铁10号线客流量大

## 线路
10号线一期工程起自西北三环和四环间的巴沟站，沿巴沟路、海淀南路、知春路、北土城西路、北土城东路向东，之后转向东南，沿太阳宫南街穿过太阳宫地区，经三元桥站再转向西南，沿首都机场高速公路到三环转向东南，一直沿东三环向南至劲松站。二期工程由劲松站南端起，继续沿三环至分钟寺桥转向南，沿规划龙爪树路向南，再沿规划石榴庄路向西，至京开高速公路下穿玉泉营建材市场后沿看丹路继续向西，至三环新城附近转向北，经丰台火车站后沿四合庄西路、前泥洼路、西局中街、莲怡园东路向北，之后转向东北穿过北京西机务段后沿三环向北至永定河引水渠，沿永定河引水渠向西北，转向蓝靛厂南路向北，至火器营转向东接巴沟站西端折返线，形成环线。

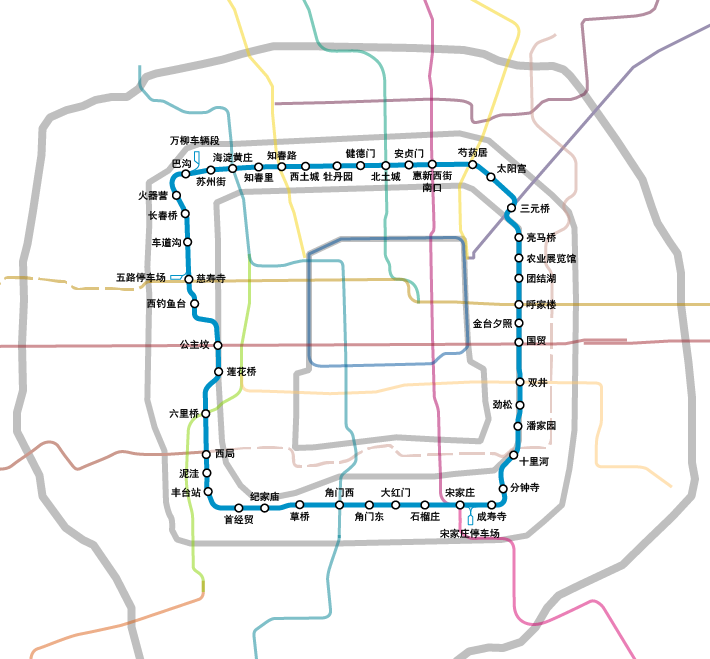
北京地铁10号线线路图（按比例）

## 历史

### 规划
在北京地铁最初的规划中，只有一条环线——2号线。后来，1999年调整规划后，出现了10号线的规划，但是只有目前一期的线路。随着经济的发展，北京人口的增多，2号线太短，不能有效地调节客流的问题开始出现。在2001至2002年，中国城市规划设计研究院和赛斯达公司为北京地铁进行了线网优化。这次优化提出了第二条环线的概念。这次线网优化所进行的规划中，10号线和11号线一起构成了第二条环线。10号线走北边和东边部分，11号线则覆盖南部和西部。两条线在城市东南部的宋家庄站及西北部的蓝靛厂站进行换乘；同时11号线向西北延伸至香山。

### 一期工程

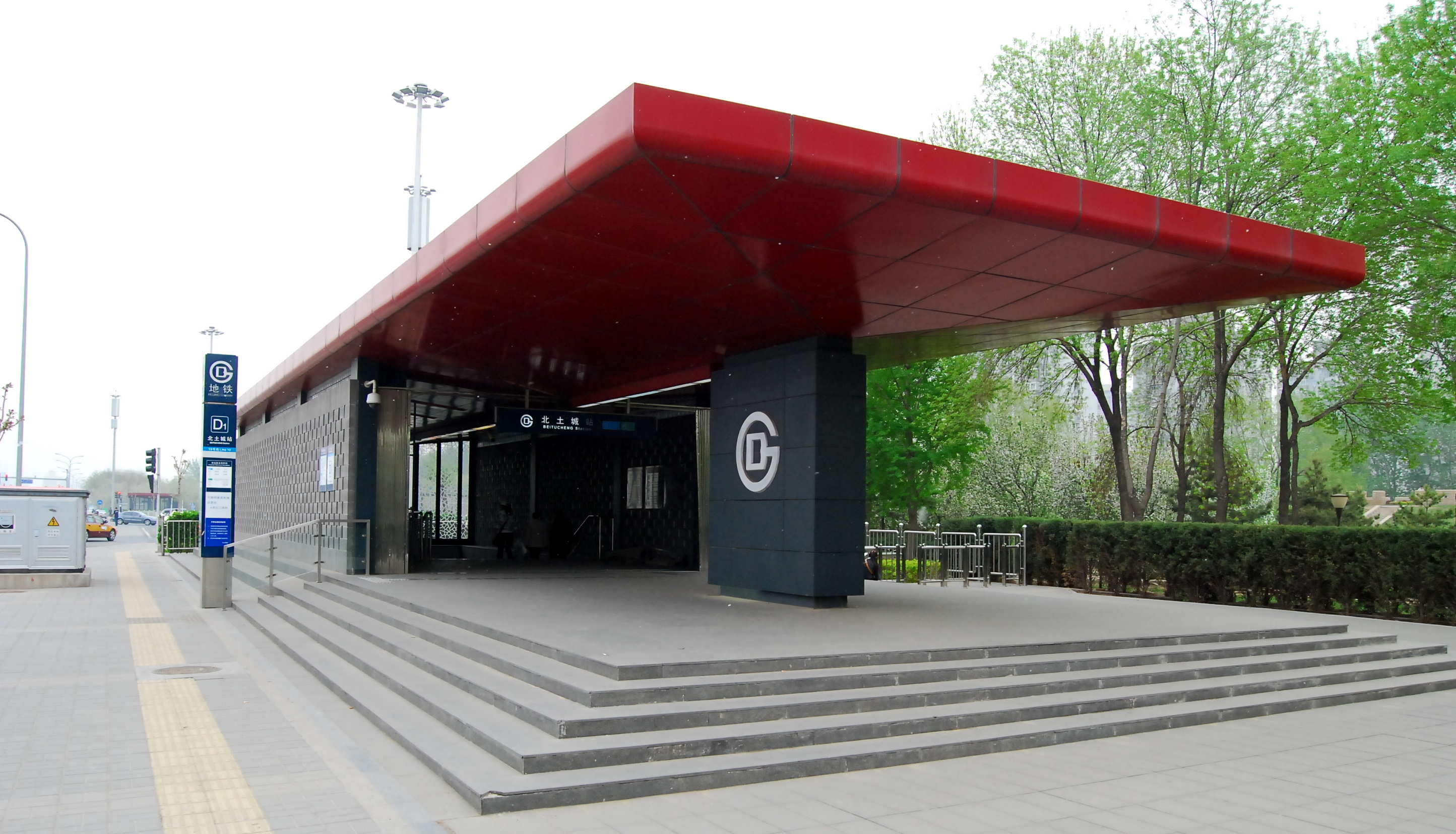
北土城站E出口（原D1出口）。北土城站位于城市北部，奥林匹克公园南端，同8号线一期同期建设。

2003年12月27日，作为北京2008年奥运会的重点工程，10号线一期开工。10号线一期东段曾在东三环和西大望路之间进行比选，但为了能更好地覆盖CBD，线路最终确定为沿东三环建设；而西大望路则建设14号线。但是，由于东三环地下并没有施工预留，设计方需要同时面对错综复杂的地下管网和东三环大量立交桥的桥墩基础结构，因此10号线提出了分离式岛式站台设计，车站纵向分成两个或三个平行的结构，再通过通道连接。一期共有5座车站采用了这种结构。
地铁施工过程中事故不断。先是2005年11月30日，22标段熊猫环岛站附近发生坍塌，造成水管断裂，一辆翻斗车被埋在土下；之后在2006年1月3日，东三环京广桥发生漏水事故，造成三环路面部分塌陷；同年2月27日，在太阳宫站到三元桥站区间发生起重机钢丝绷断事件，造成3名工人死亡；4个月之后，3标段海淀南路又发生坍塌，造成两名工人死亡；2007年3月28日苏州街站发生渗水塌方事故，造成6名工人死亡。
10号线一期于2008年7月19日同8号线一期（当时作为10号线工程的一部分，称为“奥运支线”）、首都机场线一起开通，兑现了申办奥运会时关于乘坐地铁从机场到奥运村的承诺。

### 二期工程

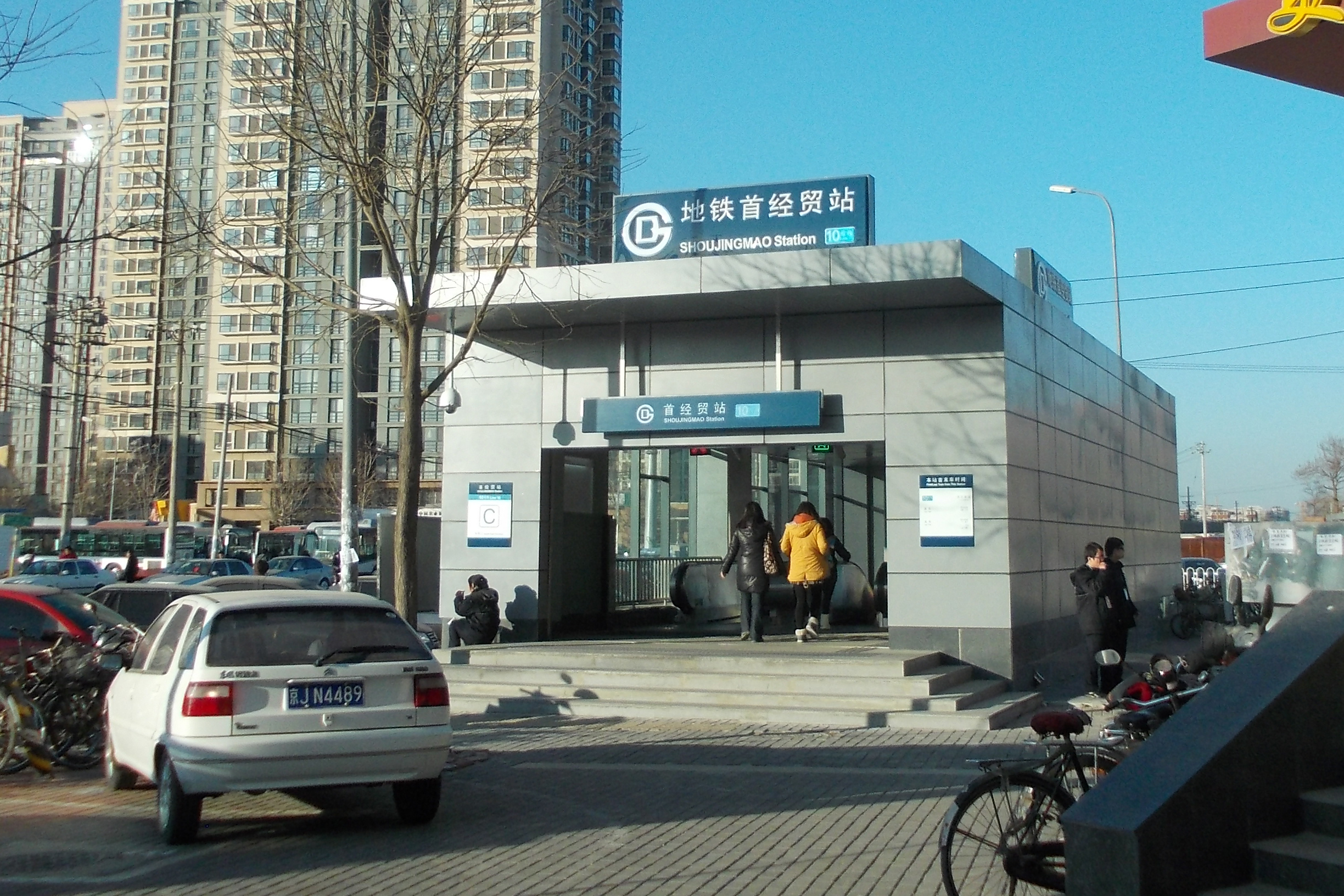
首经贸站C口。首经贸站位于城市西南部。

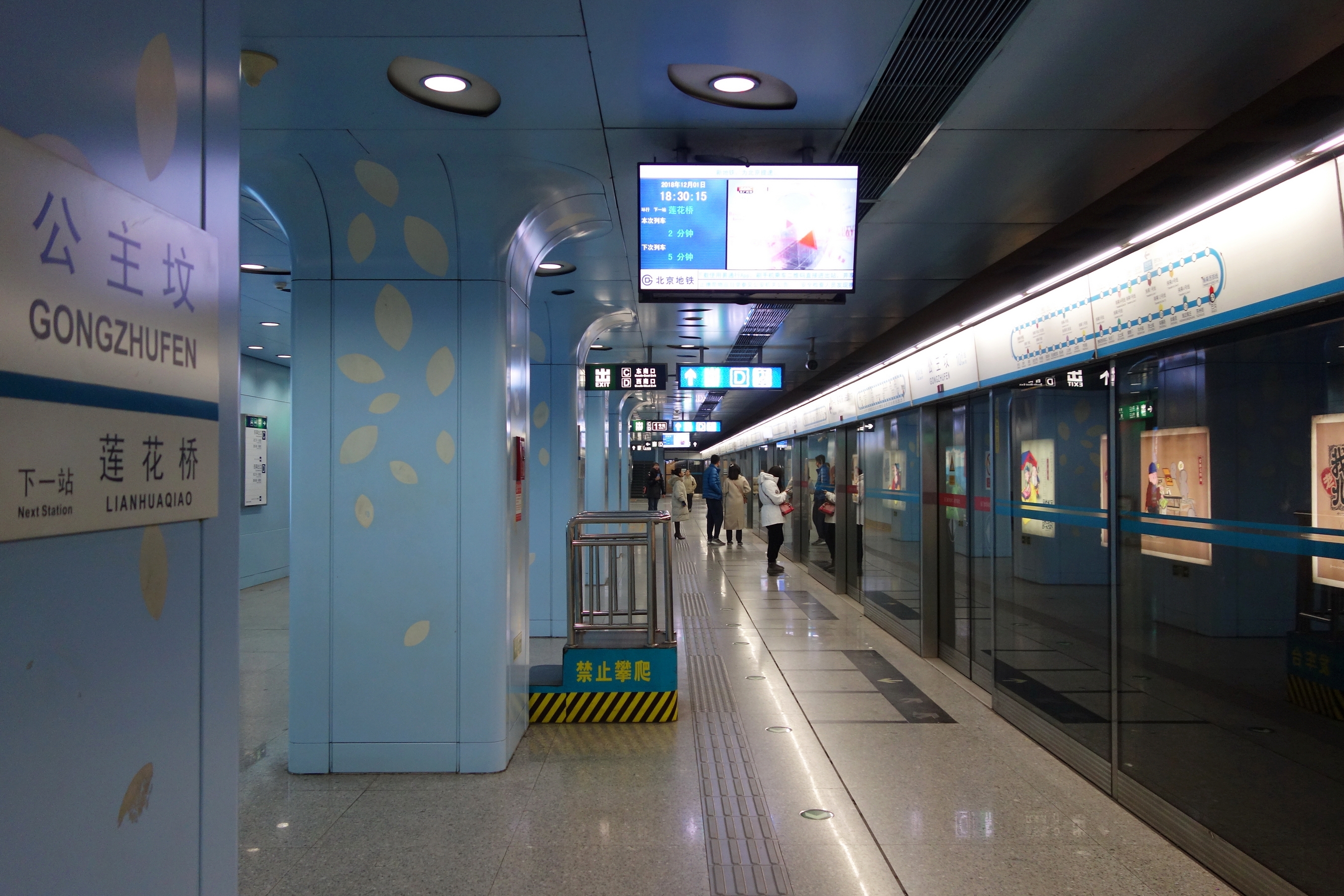
10号线公主坟站站台（2018年12月）

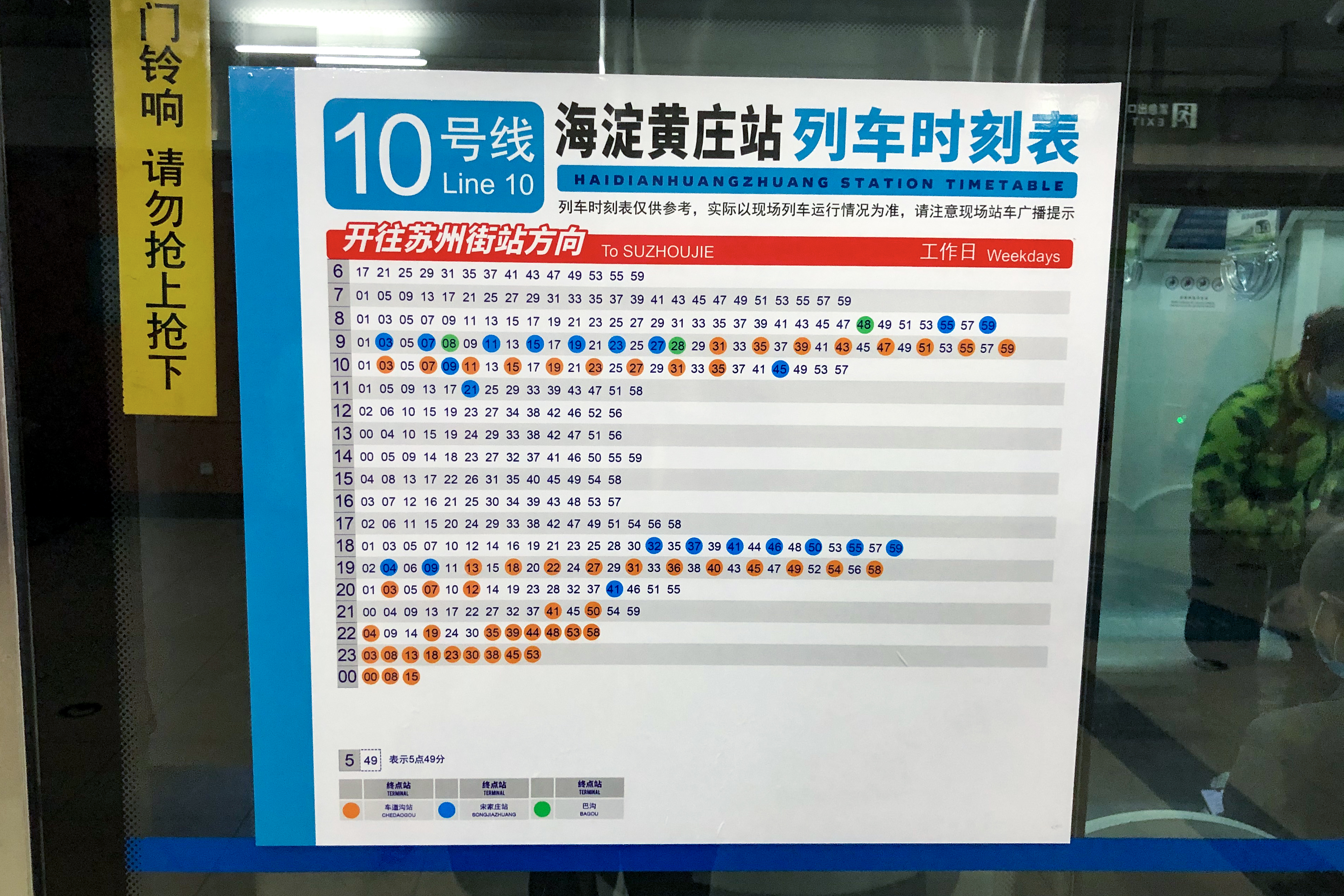
2020年4月22日，10号线开始在各站张贴工作日期间列车时刻表

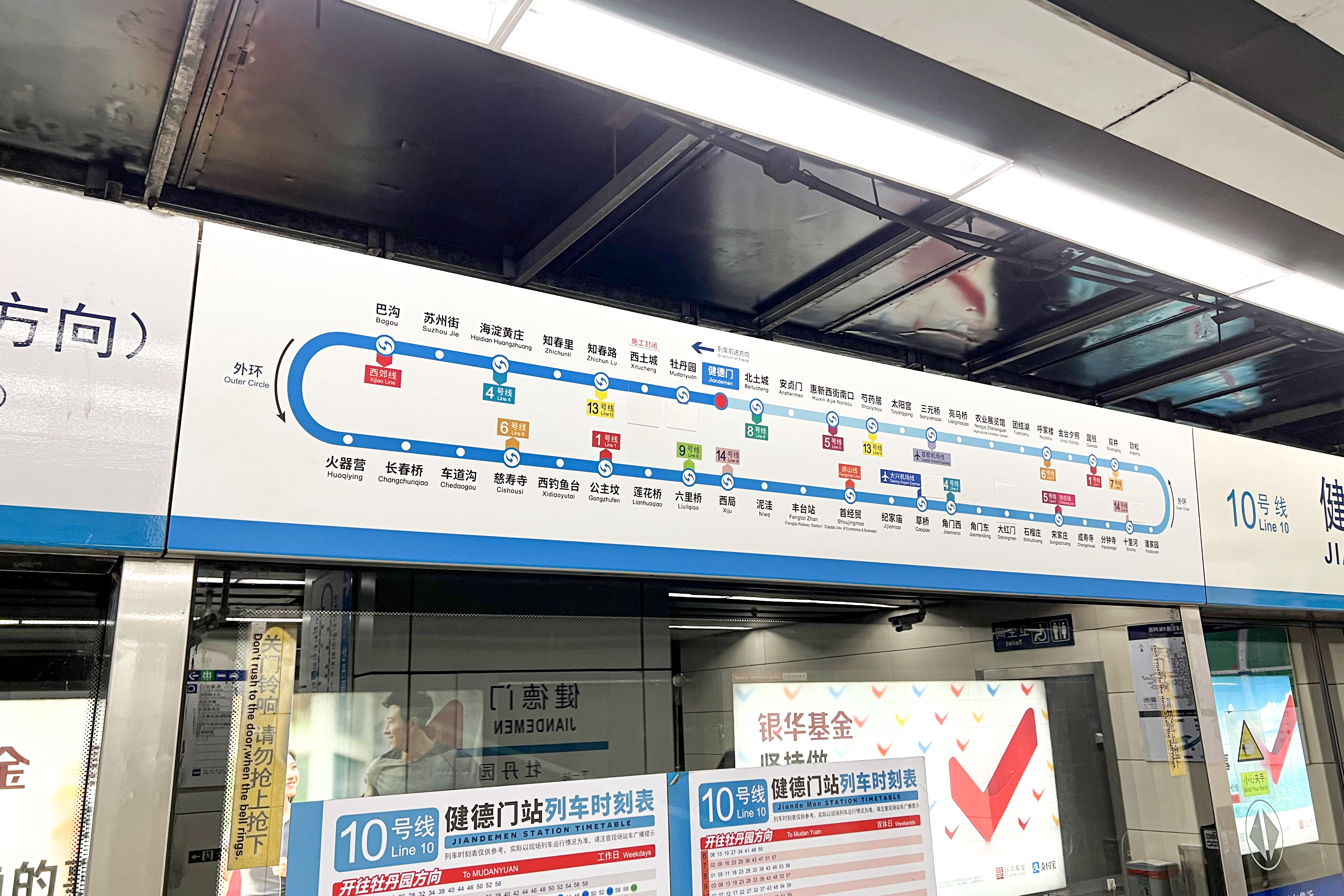
2021年12月，10号线车站开始使用渐变色线路图

在2007年出台的《北京市城市快速轨道交通近期建设规划（2007－2015年）》中，原11号线被并入10号线中，两线合并成为一条环线。2007年12月28日，全长32.46公里的10号线二期工程开工。。虽然已经开工，但是设计线位站点位置仍然经历了很多变化。2009年8月，应沿线居民要求，在首经贸站与草桥站之间增设了纪家庙站。而位于莲花桥站和六里桥站之间的马官营站则受到沿线居民反对而被取消。
2010年，铁道部又提出对丰台火车站进行改扩建，接入京广高铁，以缓解北京西站的压力，新站站址位于既有丰台站东侧，10号线孟家村站以北，前泥洼站以南。由于需要更改规划，两座车站于2010年5月停止施工。规划部门提出将孟家村站、前泥洼站取消，合并至新丰台火车站地下，称作“三站合一”，这一方案会使附近居民出行受到极大影响，因此受到沿线居民，尤其是三环新城居民的强烈反对。最终实施的方案中，前泥洼站（即现泥洼站）北移300米，孟家村站北移100米接驳丰台站。丰台站地铁站位于丰台站南广场，地下站厅和丰台站地下出站大厅相连，同时又设置出入口为周边居民服务。风波过去之后，两站又遇到拆迁问题，泥洼站于2012年2月进场施工，而丰台站更是4月11日才开始施工，这使得2012年底10号线全线通车变得异常困难。虽然泥洼站6月封顶，丰台站施工方也力争年底具备通车条件，但是最终丰台站还是未能及时完工，10号线二期以一个缺口的C字形环形开通运营——2012年12月30日，北京地铁10号线二期“C”型分段开通。此外，角门东站在2012年6月24日受到暴雨影响，河水倒灌进入地铁站，因而也只能暂缓开通。这些区间和车站均于2013年5月5日与14号线西段一同开通。
二期开通后，10号线的客流快速增长，超过1号线成为北京地铁客运量最大的线路。同时，10号线东南段的客流压力猛增，虽然开行运行区间以一期区段为主的区间车，但一期东南端的双井站、劲松站仍然非常拥挤。为了缓解压力，每天早高峰从宋家庄站发出“大站快车”，在成寿寺站至潘家园站间通过不停车，直接到劲松站开始载客。这些列车在成环运营后取消。2019年5月，北京地铁10号线拆除了车厢内的部分座椅，以缓解早高峰的拥挤，改造后的首节列车已上线运营。

### 后续发展
2020年4月22日起，10号线在工作日早高峰时段启用超常超强运行图，外环方向增开3列成寿寺至巴沟的区间车，列车的最小运行间隔由2分缩短至1分45秒，但工作日晚高峰列车最小间隔仍为2分钟。
2022年12月24日，因12号线换乘通道建设涉及10号线站台改造，10号线三元桥站暂停运营，2023年3月18日恢复运营。
北京城建集团于2025年6月发布的新闻稿中提及“规划新增地铁10号线二期小红门南站”，目前尚无详细信息。根据同月发布的亦庄线至5号线、10号线联络线的环评，可确认该站并非规划中的亦庄线至5号线、10号线联络线上的增设车站。

## 车站
| 期数                                                              | 站名                  | 里程 （米）           | 站间距 （米）         | 换乘[1]                | 行政区                | 开通日期              | 站台设计              | 开门方向                                |
| ↑成环运行，接火器营站                                             | ↑成环运行，接火器营站 | ↑成环运行，接火器营站 | ↑成环运行，接火器营站 | ↑成环运行，接火器营站  | ↑成环运行，接火器营站 | ↑成环运行，接火器营站 | ↑成环运行，接火器营站 | ↑成环运行，接火器营站                   |
| ----------------------------------------------------------------- | --------------------- | --------------------- | --------------------- | ---------------------- | --------------------- | --------------------- | --------------------- | --------------------------------------- |
| 一期                                                              | 巴沟                  | 0                     | 1495                  | 西郊线[2]              | 海淀区                | 2008年7月19日         | 地下双岛式站台        | 右侧（过路车） 左侧（出入巴沟车辆段）   |
| 一期                                                              | 苏州街                | 1110                  | 1110                  | 16号线                 | 海淀区                | 2008年7月19日         | 地下侧式站台          | 右侧                                    |
| 一期                                                              | 海淀黄庄              | 2060                  | 950                   | 4号线                  | 海淀区                | 2008年7月19日         | 地下侧式站台          | 右侧                                    |
| 一期                                                              | 知春里                | 3035                  | 975                   | 不適用                 | 海淀区                | 2008年7月19日         | 地下岛式站台          | 左侧                                    |
| 一期                                                              | 知春路                | 4093                  | 1058                  | 13号线（A）            | 海淀区                | 2008年7月19日         | 地下分离式岛式站台    | 左侧                                    |
| 一期                                                              | 西土城                | 5194                  | 1101                  | 昌平线                 | 海淀区                | 2008年7月19日         | 地下岛式站台          | 左侧                                    |
| 一期                                                              | 牡丹园                | 6524                  | 1330                  | 19号线                 | 海淀区                | 2008年7月19日         | 地下岛式站台          | 左侧                                    |
| 一期                                                              | 健德门                | 7497                  | 973                   | 不適用                 | 海淀区 朝阳区         | 2008年7月19日         | 地下岛式站台          | 左侧                                    |
| 一期                                                              | 北土城                | 8597                  | 1100                  | 8号线                  | 朝阳区                | 2008年7月19日         | 地下岛式站台          | 左侧                                    |
| 一期                                                              | 安贞门                | 9617                  | 1020                  | 不適用                 | 朝阳区                | 2008年7月19日         | 地下混合式站台        | 右侧                                    |
| 一期                                                              | 惠新西街南口          | 10599                 | 982                   | 5号线                  | 朝阳区                | 2008年7月19日         | 地下侧式站台          | 右侧                                    |
| 一期                                                              | 芍药居                | 12311                 | 1712                  | 13号线（B）            | 朝阳区                | 2008年7月19日         | 地下岛式站台          | 左侧                                    |
| 一期                                                              | 太阳宫                | 13314                 | 1003                  | 17号线                 | 朝阳区                | 2008年7月19日         | 地下岛式站台          | 左侧                                    |
| 一期                                                              | 三元桥                | 15073                 | 1759                  | 首都机场线 12号线      | 朝阳区                | 2008年7月19日         | 地下岛式站台          | 左侧                                    |
| 一期                                                              | 亮马桥                | 16579                 | 1506                  | 不適用                 | 朝阳区                | 2008年7月19日         | 地下岛式站台          | 左侧                                    |
| 一期                                                              | 农业展览馆            | 17493                 | 914                   | 不適用                 | 朝阳区                | 2008年7月19日         | 地下岛式站台          | 左侧                                    |
| 一期                                                              | 团结湖                | 18346                 | 853                   | 3号线                  | 朝阳区                | 2008年7月19日         | 地下分离式岛式站台    | 左侧                                    |
| 一期                                                              | 呼家楼                | 19495                 | 1149                  | 6号线                  | 朝阳区                | 2008年7月19日         | 地下分离式岛式站台    | 左侧                                    |
| 一期                                                              | 金台夕照              | 20229                 | 734                   | 平谷线 28号线          | 朝阳区                | 2008年7月19日         | 地下分离式岛式站台    | 左侧                                    |
| 一期                                                              | 国贸                  | 21064                 | 835                   | 1号线                  | 朝阳区                | 2008年7月19日         | 地下分离式岛式站台    | 左侧                                    |
| 一期                                                              | 双井                  | 22823                 | 1759                  | 7号线                  | 朝阳区                | 2008年7月19日         | 地下岛式站台          | 左侧                                    |
| 一期                                                              | 劲松                  | 23829                 | 1006                  | 不適用                 | 朝阳区                | 2008年7月19日         | 地下岛式站台          | 左侧                                    |
| 二期                                                              | 潘家园                | 24850                 | 1021                  | 不適用                 | 朝阳区                | 2012年12月30日        | 地下岛式站台          | 左侧                                    |
| 二期                                                              | 十里河                | 25947                 | 1097                  | 14号线 17号线          | 朝阳区                | 2012年12月30日        | 地下岛式站台          | 左侧                                    |
| 二期                                                              | 分钟寺                | 27751                 | 1804                  | 不適用                 | 丰台区                | 2012年12月30日        | 地下岛式站台          | 左侧                                    |
| 二期                                                              | 成寿寺                | 28809                 | 1058                  | 不適用                 | 朝阳区                | 2012年12月30日        | 地下岛式站台          | 左侧                                    |
| 二期                                                              | 宋家庄                | 30486                 | 1677                  | 5号线 亦庄线           | 丰台区                | 2012年12月30日        | 地下混合式站台        | 左侧（过路车） 右侧（出入宋家庄停车场） |
| 二期                                                              | 石榴庄                | 31755                 | 1269                  | 不適用                 | 丰台区                | 2012年12月30日        | 地下岛式站台          | 左侧                                    |
| 二期                                                              | 大红门                | 32999                 | 1244                  | 8号线                  | 丰台区                | 2012年12月30日        | 地下岛式站台          | 左侧                                    |
| 二期                                                              | 角门东                | 34129                 | 1130                  | 不適用                 | 丰台区                | 2013年5月5日          | 地下岛式站台          | 左侧                                    |
| 二期                                                              | 角门西                | 35383                 | 1254                  | 4号线                  | 丰台区                | 2012年12月30日        | 地下岛式站台          | 左侧                                    |
| 二期                                                              | 草桥                  | 37071                 | 1688                  | 19号线 大兴机场线      | 丰台区                | 2012年12月30日        | 地下岛式站台          | 左侧                                    |
| 二期                                                              | 纪家庙                | 38618                 | 1547                  | 不適用                 | 丰台区                | 2012年12月30日        | 地下岛式站台          | 左侧                                    |
| 二期                                                              | 首经贸                | 39761                 | 1143                  | 房山线                 | 丰台区                | 2012年12月30日        | 地下岛式站台          | 左侧                                    |
| 二期                                                              | 丰台站                | 41478                 | 1717                  | 16号线 北京丰台站      | 丰台区                | 2013年5月5日          | 地下岛式站台          | 左侧                                    |
| 二期                                                              | 泥洼                  | 42432                 | 954                   | 不適用                 | 丰台区                | 2013年5月5日          | 地下岛式站台          | 左侧                                    |
| 二期                                                              | 西局                  | 43181                 | 749                   | 14号线                 | 丰台区                | 2012年12月30日        | 地下岛式站台          | 左侧                                    |
| 二期                                                              | 六里桥                | 44765                 | 1584                  | 9号线 房山线（跨线车） | 丰台区                | 2012年12月30日        | 地下岛式站台          | 左侧                                    |
| 二期                                                              | 莲花桥                | 47157                 | 2392                  | 不適用                 | 海淀区                | 2012年12月30日        | 地下岛式站台          | 左侧                                    |
| 二期                                                              | 公主坟                | 48173                 | 1016                  | 1号线                  | 海淀区                | 2012年12月30日        | 地下分离式岛式站台    | 左侧                                    |
| 二期                                                              | 西钓鱼台              | 50559                 | 2386                  | 不適用                 | 海淀区                | 2012年12月30日        | 地下岛式站台          | 左侧                                    |
| 二期                                                              | 慈寿寺                | 51773                 | 1214                  | 6号线                  | 海淀区                | 2012年12月30日        | 地下岛式站台          | 左侧                                    |
| 二期                                                              | 车道沟                | 53363                 | 1590                  | 不適用                 | 海淀区                | 2012年12月30日        | 地下分离岛式站台      | 左侧                                    |
| 二期                                                              | 长春桥                | 54568                 | 1205                  | 12号线                 | 海淀区                | 2012年12月30日        | 地下岛式站台          | 左侧                                    |
| 二期                                                              | 火器营                | 55529                 | 961                   | 不適用                 | 海淀区                | 2012年12月30日        | 地下岛式站台          | 左侧                                    |
| ↓成环运行，接巴沟站                                               |                       |                       |                       |                        |                       |                       |                       |                                         |
| 注释                                                              |                       |                       |                       |                        |                       |                       |                       |                                         |
| 1 斜体标示的换乘尚未启用。 2 巴沟站可出站换乘西郊线（需另行计费） |                       |                       |                       |                        |                       |                       |                       |                                         |

### 室内设计

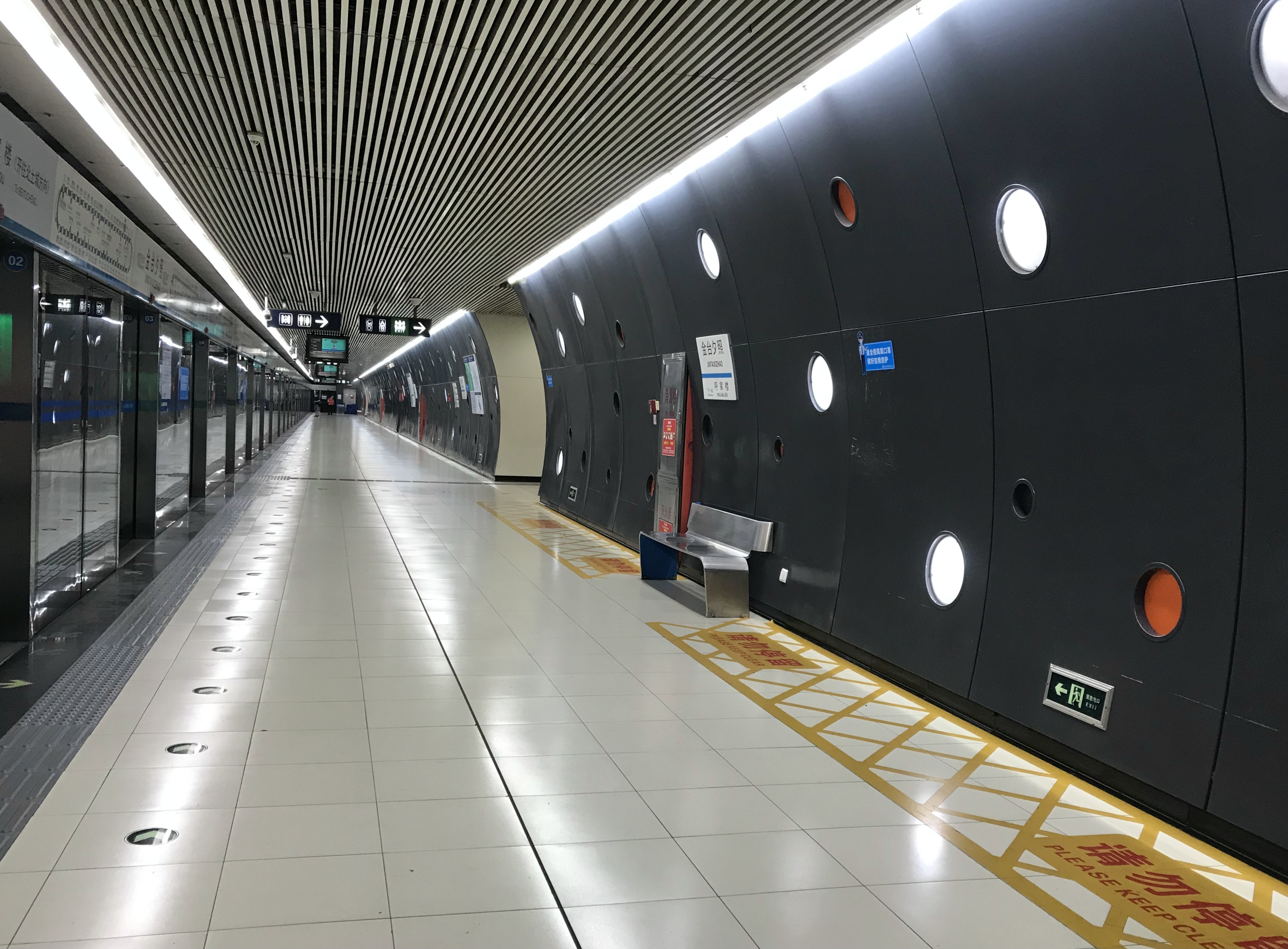
金台夕照站站台

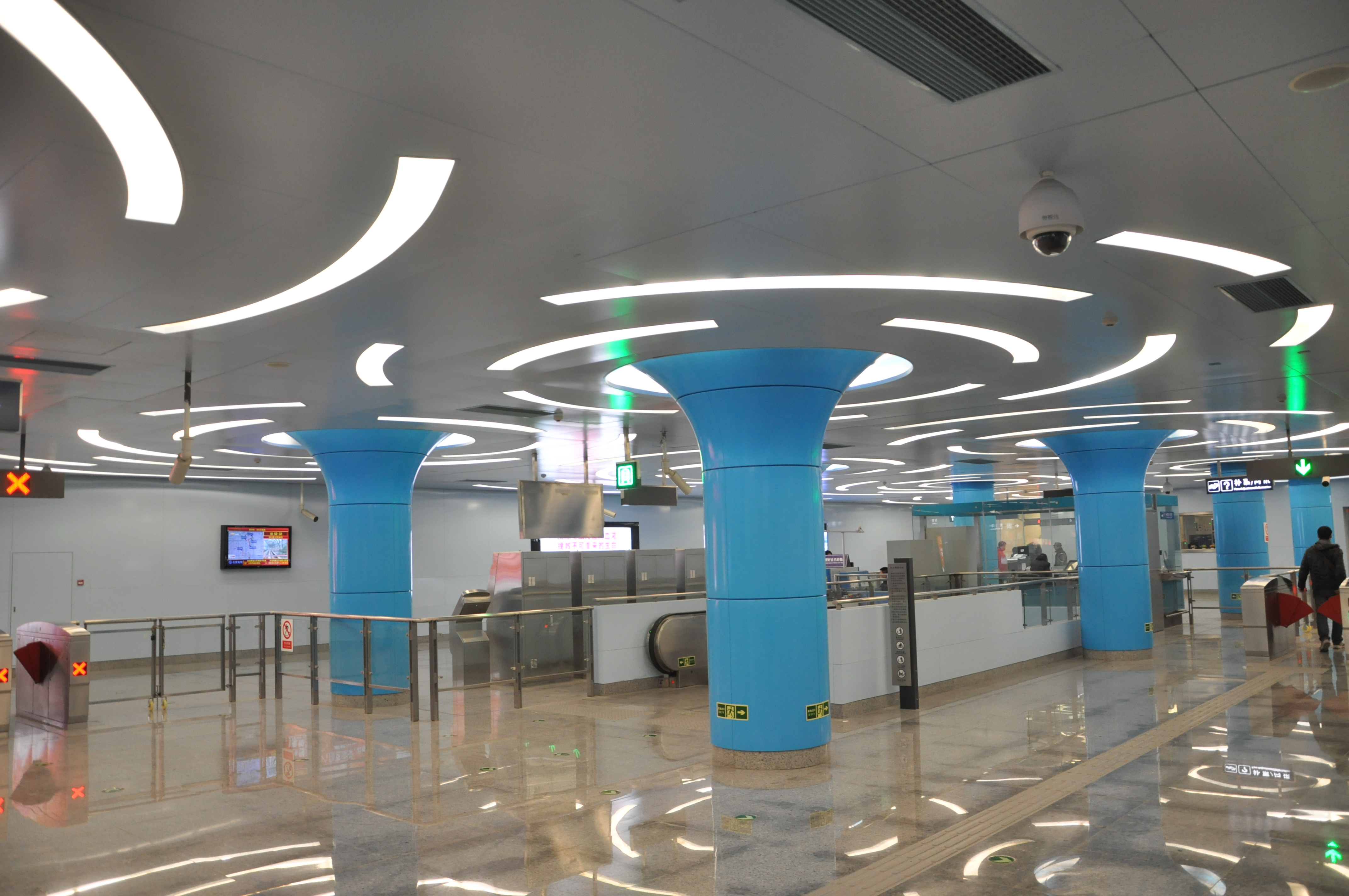
潘家园站站厅

由于10号线整体穿越新城区，室内设计提出了“都市前沿”的理念，体现具有现代感和国际感的北京形象。线路整体以国际认知度较高的黑、白、灰三色作为装饰的主色调，在车站顶部，沿列车运行方向设置灰白相间的带状吊顶，贯穿大多数车站。由于10号线的换乘站数目众多，这种特色吊顶也可以为10号线的换乘客流提供明确的空间认知符号。二期在此基础上增加了一些彩色，但整体风格仍然与一期相统一。
10号线的装修重点车站共有7个。一期的海淀黄庄站屋顶与体现出原有的拱顶结构，体现出工业科技的结构和材质的美感，因应中关村的地理位置；金台夕照站结合分离式岛式站台的曲线墙面，在墙面上设置大量大小颜色各异的圆形灯具，仿佛太空舱的圆窗一般，同时体现现代信息的扩散性和多元性，因应金台夕照站外的央视新大楼，也体现CBD的活力；而紧邻的国贸站又采用了水墨画的创意，大量采用白色墙面（意在留白），与CBD的喧闹形成反差。10号线一期还在10个车站的墙壁上设计了艺术造型，如三元桥站的世界地图显示出世界能源紧缺的现状，知春里站的印刷電路板设计暗示车站中关村的位置等等。
二期的重点站在“都市前沿”的基础上提出了“都市绽放”的理念，在潘家园站、大红门站、莲花桥站、公主坟站四座车站把立柱与天花板平滑连接，形成“绽放”之势。潘家园站临近潘家园旧货市场，设计定位为“文化绽放”，采用蓝色色调，立柱如同倒置的瓷瓶，天花板灯带也呈圆形围绕立柱展开，与绽放主题相统一；大红门站规划为现代商务区，室内色彩为淡粉色，对应“梦想绽放”的主题；莲花桥站以盛开的莲花为主题，形成具有特色的柱头形式，定位为“活力绽放”；而公主坟站位于商圈中心，定位为“生活绽放”，车站屋顶和墙面均以浅蓝色装饰，吊顶灯采用叶片的形状镶嵌其中，车站公共艺术品则取“公主”的意思采用女性化的设计思路。

### 换乘站
10号线目前有换乘站26座。和4号线换乘的海淀黄庄站、和8号线换乘的北土城站、和5号线换乘的惠新西街南口站、和9号线/房山线跨线车换乘的六里桥站以及和6号线换乘的慈寿寺站都是同期建成，换乘距离较短，其中海淀黄庄站、惠新西街南口站和六里桥站都是通过站台-站厅通道相连，而北土城站和慈寿寺站则是通过站台间通道和共用站厅相连；此外，和5号线、亦庄线换乘的宋家庄站中，三条线路也经由一个共用站厅进行换乘。采用通道换乘的车站中，和6号线换乘的呼家楼站（最短9步台阶）、和4号线换乘的角门西站（最短35米）、和1号线换乘的公主坟站（不超过100米）等车站换乘距离较短。而和13号线换乘的芍药居站、和1号线换乘的国贸站等车站则换乘距离较远，通道拥挤，可能会进行改造。

## 车辆

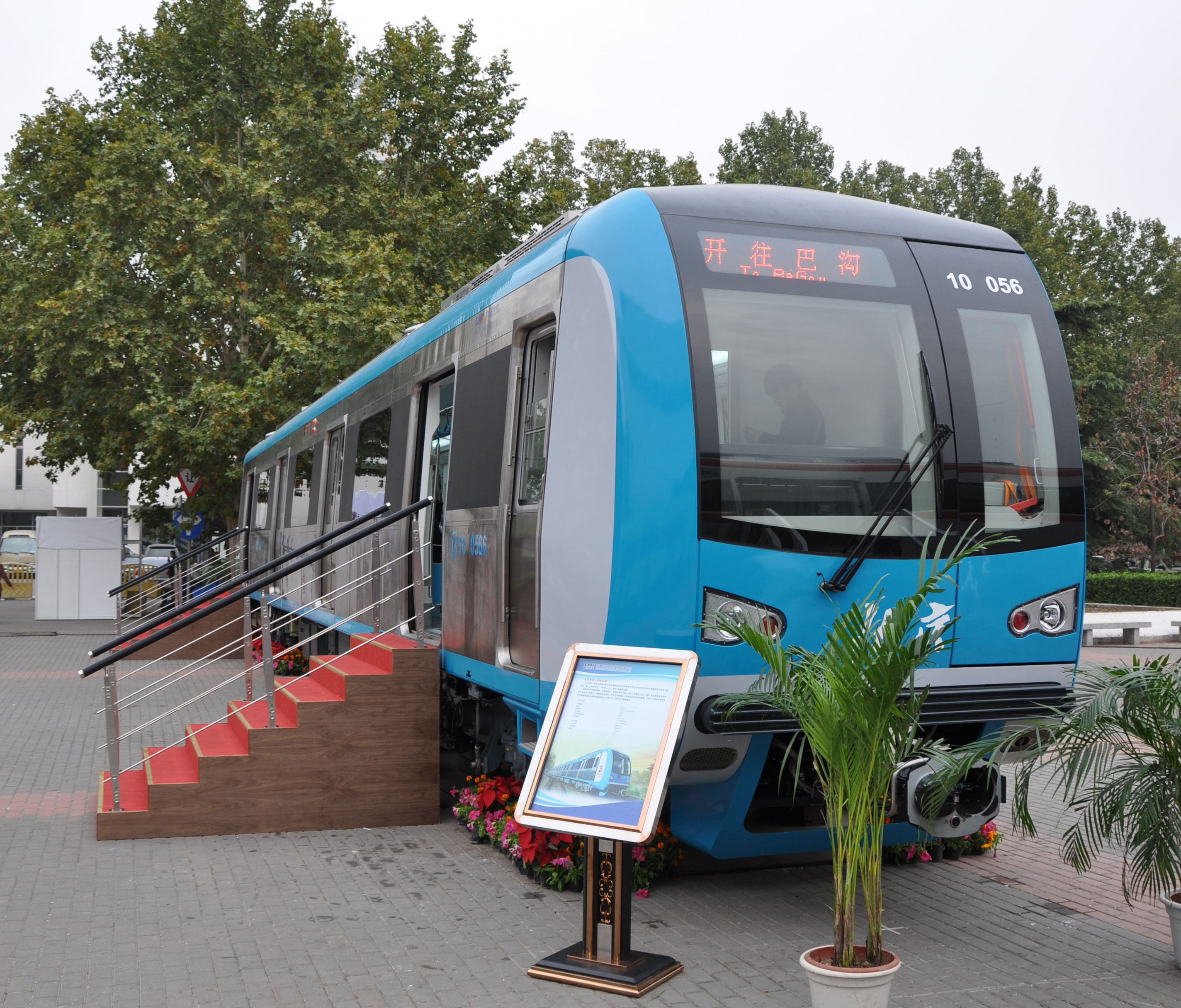
10号线列车，摄于2011北京国际城市轨道交通建设运营及装备展览会。

10号线一期采用由中国北车长春轨道客车生产的DKZ15型电动客车，该列车为B1型地铁列车，3节拖车3节动车6节编组，采用不锈钢车体，DC750V第三轨供电，最高时速80km/h，定员1468人，最大载客量1880人。一期工程初期配车40组（240辆），8号线二期开通之前，这些列车也用于8号线一期（奥运支线）的运营，列车车头处印有奥运会会徽“中国印·舞动的北京”（会徽将在2020~2021年的大修改造中被陆续撤去）。
二期开通时，一、二期合计共有列车84列（DKZ15型43列，DKZ34型41列），但由于宋家庄停车场未建成的限制，有8列车停放在其他线路的停车场内，故只有76列车上线运营。2013年，10号线再增购32列车（DKZ46型），列车到位后全线配车达到116列。

## 运营时间及间隔
目前10号线全线成环运行，列车间隔在2分15秒，全程约104分钟。
在10号线成环前，为缓解线路客流，在高峰时期开行数列区间车。这些列车由车道沟顺时针经三元桥等站至宋家庄。随着线路成环运营和增购列车逐步上线，这些区间车已经不再开行。
由巴沟站始发的外环列车（巴沟→车道沟→公主坟→西局方向）于4:49始发，由车道沟站始发的内环列车（车道沟→巴沟→知春路→北土城方向）于4:31始发。
外环全程末班车20:56从车道沟站发出，内环全程末班车20:23从巴沟站发出，从任意车站出发搭乘这两班列车仍可回到这座车站。
外环以车道沟站为终点的末班车22:41从车道沟站发出，内环以巴沟站为终点的末班车22:08从巴沟站发出，这两班列车将环行回到始发站并终止运营。
此外，还有内环以宋家庄站为终点的末班车，22:27从巴沟站发出。